# Дукуре, Джаха
Джаха Дукуре (англ. Jaha Dukureh; род. 1989 или 1990) — гамбийская активистка за права женщин и участница кампании против женского обрезания, которому она сама подверглась спустя чуть более недели с момента своего рождения. Дукуре — основательница и исполнительный директор организации Safe Hands for Girls, борющейся с проблемой женского обрезания. Она являлась одной из активнейших участниц глобальной медиа-кампании The Guardian End FGM. В апреле 2016 года Дукуре была включена в список ста наиболле влиятельных людей за 2016 год по мнению американского журнала Time. В феврале 2018 года она была номинирована на Нобелевскую премию мира. Дукуре также удостоилась медали Элеоноры Рузвельт Вэл-Килл и является послом доброй воли «ООН-женщины» в Африке. The Guardian и компания Accidental Pictures выпустили фильм о жизни Джахи.

## Биография
Джаха Дукуре родилась в Гамбии. Спустя чуть более недели после своего появления на свет она подверглась инфибуляции (III типу женского обрезания). В возрасте 15 лет, после смерти матери, она переехала в Нью-Йорк для выхода замуж по договорённости, которая была заключена несколькими годами ранее. Столкнувшись с трудностями при заключении брака, Дукуре перенесла операцию по восстановлению влагалищной области от результатов инфибуляции. Эту процедуру она сравнила с прохождением обрезания заново. Брак Дукуре в итоге распался, и она переехала жить к членам своей семьи. Ей удалось поступить в высшую школу Нью-Йорка после того, как ей отказали в 10 других школах, поскольку у неё не было согласия законного опекуна. В возрасте 17 лет Дукуре переехала в Атланту (штат Джорджия), где снова вышла замуж.
В 2013 году Дукуре получила степень бакалавра в области бизнес-администрирования в Юго-Западном государственном университете Джорджии. В том же году она основала Safe Hands for Girls, некоммерческую организацию, борющуюся против практики женского обрезания. В конце 2015 года Дукуре получила американское гражданство. В 2018 году она также получила степень магистра в области некоммерческого управления в Университете Центральной Флориды.
Активная деятельность Дукуре привела к запрету калечащих операций на женских половых органах в Гамбии.
Дукуре в настоящее время проживает в Атланте. The Guardian сняла о ней документальный фильм «Обещание Джахи», премьера которого состоялась в 2017 году.

## Президентская кампания 2021 года
13 октября 2021 года Дукуре объявила о выдвижении своей кандидатуры на президентские выборы в Гамбии от Народно-демократической организации за независимость и социализм, в которую она вступила в марте 2021 года. Однако её предвыборная кампания оказалась неудачной. В ноябре 2021 года от её партии для участия в президентских выборах был выдвинут Халифа Саллах.